# 高橋お伝

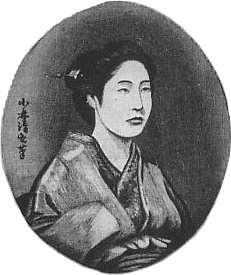
高橋お伝（小林清親画）

高橋 お伝（たかはし おでん、高橋お傳、本名：でん、嘉永元年（1848年） - 明治12年（1879年）1月31日）は、日本の殺人犯、女性死刑囚。仮名垣魯文の「高橋阿伝夜刃譚」のモデルとなり、「明治の毒婦」と呼ばれた。戒名:榮傳信女。

## 略歴

### 生い立ち
嘉永元年（1848年）、上野国利根郡下牧村（現：群馬県利根郡みなかみ町）に高橋勘左衛門、きのの娘として生まれるが、同村の高橋九右衛門、はつの養女となった。お伝の生まれについては、きのは嫁入り時点で妊娠しており、実父は沼田藩家老広瀬半右衛門とする話がある。
慶応2年12月（1867年1月）、同郷の高橋浪之助と結婚し横浜へと移る。明治5年（1872年） 9月17日、浪之助が病死。明治9年（1876年）9月12日付「東京日日新聞」によればその後、小沢伊兵衛という者と神田仲町の秋元幸吉方に同居した。

### 強盗殺人
以下の殺人事件の経緯は、お伝逮捕から間もない明治9年9月12日、13日付「東京日日新聞」による。

明治9年8月、お伝は小川市太郎と新富町で同棲していたが、田中甚三郎という者から10円を借金しており、催促を受け工面のため檜物町の古着屋後藤吉蔵に相談した。吉蔵は用立てると言いながら度々先延ばしにした。26日午後5時吉蔵はお伝に「今よりお前と何方へ行き添寝せん」など言いだし、お伝は「今夜こそ吉蔵は金を持っているだろう、ともかく彼の言葉に従って金を借りよう、応じなければ殺してでも金を手に入れよう」と思い剃刀を滞在先から持ち出し、吉蔵と人力車で浅草蔵前片町の旅人宿大谷三四郎方へ向かった。吉蔵とお伝は「中仙道熊谷宿の内山仙之助」と「女房のおまつ」と名乗り、2階で酌を交わし臥所に入ったが吉蔵は寝入ってしまった。お伝は明るくなってから金子の在処を尋ねたが吉蔵は「只今は持合せも無し」と答えたためこの上は殺して金を奪おうと思い、12時になり、寝ている吉蔵の上に乗り喉へ剃刀を突き立て、声を挙げるのを布団で塞ぎ殺害した。死骸は布団で覆い、以下の書置を書いた。
書置
此ものは五年いらいあねをころされ、其うえわたくしまでひどうのふるまいうけ候て、せん方なく候まゝ今日迄むねんの月日をくらし、只今あねのかたきをうち候也。いまひとたびあねのはかへまいり、其うへすみやかに名のり出候也。けしてにげかくれひきふはこれなく候。此むね御たむろへ御とどけ下され候。
かわごひうまれにて　　　　　まつ
吉蔵の荷物から11円と書類などを取り出し、午後5時頃「近所まで用足しに行くから其まゝにして置いて下さい」と言って宿を後にし、新富町へ帰った。翌28日に田中甚三郎に10円を、近所のお菊という女に1円を返済したが、翌29日にお伝は逮捕された。
同記事中で既に「稀なる毒婦」と呼ばれている。

なお、やはり逮捕から間もない明治9年9月13日付の「仮名読新聞」には、勾留中のお伝が小川市太郎に渡そうと血で書いた書付けが見つかったという記事が掲載されている。それによると書付けには
このたびは、いろいろの事内はむづかしく候。いのちにかかり候まま、りんさいぢのほうぢょうに本町のせんせいと、たかいところからたんがんして下され。したからではだめだ。たんさくがはいるから。せけんの事をたのむ宗そうとんさんにはなして、たかいところのてづるをたのんでたんがんして下され。そふでなけれ、たすからない。おさげだけよいから。〔ママ〕
とあり、「りんさいぢのほうぢょう（「臨済寺の方丈（住職）」か）」等を通じて江戸時代さながらの赦免の取り成しを依頼する内容となっている。

### 処刑
逮捕後は「姉の敵」と称しなかなか白状せず、「吉蔵は血迷って自分で自らの喉を切った」と主張したが、診断書と関係者の証言により、犯行が裏付けられたことで遂に自供。明治11年（1878年）10月23日、取り調べが終わり、市太郎との面会が許された。お伝の取調べの経過を報道する明治10年8月9日付「東京曙新聞」、明治10年10月24日付「朝野新聞」、同日付「郵便報知新聞」の記事から、お伝が「鬼神（の）お松」との異名をとったことが分かる。

明治12年（1879年）1月31日、東京裁判所で死刑申渡し。翌2月1日付「朝野新聞」に以下の申渡書が掲載されている。
一月三十一日東京裁判所申渡
　群馬県上野国利根郡下牧村四十四番地
　　　　　　　　　平民九右衛門養女
　　　　　　　　　　　　　　　高 橋　で ん
　　　　　　　　　　　　　　　　　三十年七ヶ月

其方儀、後藤吉蔵ノ死ハ自死ニシテ己レノ所為ニアラザル旨申立ルト雖ドモ、第一吉蔵ヲ殺害セシ云々ノ書置及ビ当初警視分署並ニ明治十年八月十日糺問、判事ニ於テノ供状、第二医員ノ診断書、第三今宮秀太郎ノ申供、第四旅店大谷三四郎等ノ申供、第五宍倉佐七郎ノ申述、此衆証ニ依レバ自殺ニ非ザル事明白ナリトス。而シテ広瀬某ノ落胤或ハ異母ノ姉復讐ナリト云ヒ、又ハ姉在世ノ景況及ビ須藤藤次郎等ヲ証拠人ト云フモ、果シテ姉ノ生所等モ認ム可キ徴憑ナシ。是レ畢竟名ヲ復讐ニ托シ自ラ賊ノ名ヲ匿サン為メニ出ルノ遁辞ナルモノトス。此ニ因テ之ヲ観レバ、徒ニ艶情ヲ以テ吉蔵ヲ欺キ財ヲ図ルモ遂グル能ハザルヨリ、予メ殺意ヲ起シ、剃刀ヲ以テ殺害シ財ヲ得ル者ト認定ス。因テ右科人令律謀殺条第五項ニ照シ斬罪申付ル。
即日市ヶ谷監獄で死刑執行。八代目山田浅右衛門の弟吉亮により、斬首刑に処された。遺体は警視庁第五病院で軍医の小山内建（小山内薫の父親）により解剖され、その一部（性器）の標本が衛生試験場に保存された。その後、東京大学医学部、戦時中には東京陸軍病院に渡ったとされるも、詳細は不明である。雑誌「ドルメン」昭和7年7月号で清野謙次はお伝の局部は膀胱及び腎臓の付着したまま酒精ホルマリンに漬けられていると述べ、測定値を発表している。
最終的に小塚原回向院に埋葬された。墓は片岡直次郎・鼠小僧次郎吉・腕の喜三郎の墓に隣接して置かれている。
下牧の高橋家墓地には羽織あるいは遺髪を埋めたと伝わる墓があり、俗名は刻まれていないが「聞外妙伝大姉」と没年月日が刻まれている。

## 脚色された生涯
お伝の処刑直後、明治12年2月1日から7日にかけて「東京曙新聞」にお伝の伝記が「毒婦高橋お伝」として連載された。明らかな誤りや創作を含むものの、早い段階からお伝の生涯に大衆の関心が集まり、脚色が加えられていたことが分かる。
- お伝は上野国利根郡下牧村高橋九右衛門の養女で、明治2年12月に同村の高橋波之助を婿養子としたが、明治4年2月に波之助は癩病を発症し、同年12月良医を求め夫婦で故郷を離れ江戸馬喰町に居住した。（2月1日付）
- お伝の実母お春は沼田藩の重臣広瀬半左衛門の家に雇われていた時期に半左衛門の子を妊娠したが、お春は高橋九右衛門の弟勘左衛門の妻となり、お伝を出産した。半左衛門はお春を雇う前にも忍藩士青木新左衛門の娘お賤にもお金という女子を産ませていた。虎の門の琴平社でお伝とお金は偶然にも出会い、横浜野毛町の商人内山仙之助の囲妻であったお金は波之助がヘボンの治療を受けることを勧め、明治4年4月からお伝夫婦は横浜へ引っ越した。仙之助は波之助さえいなければお伝が自分になびくだろうと考えた。（2月3日付）
- 明治5年8月、旧会津藩士族加藤武雄という者が仙之助に頼まれたとして癩病に効く薬として壜に入った水薬を持参したので、波之助に毎日飲ませたが、日ごとに苦痛は増し、胸の辺り一面が紫色に腫れて8月18日に死んでしまい、太田清水町の大福寺に埋葬した。その後お伝は富岡の生糸商人小沢伊兵衛の妾のようになり、東京神田仲町の秋元幸吉方へ住み、名前をお松と改めた。明治6年、風呂に行こうとしたところで加藤武雄に出会い、薬の出所を問いただそうとしたが逃げ出したため、昌平橋の土手際で追いついたものの、加藤は短刀でお伝を切りつけ二の腕に傷を負わせ、逃げ去った。（2月4日付）
- 横浜でお金が何者かに殺害されたとの知らせを受けたお伝は横浜に向かい、仙之助への疑惑を抱く。お伝は明治7年7月から同9年8月までは下牧の養家に戻っていた。再度上京後、石井甚三郎という者の紹介で日本橋檜物町の古着屋後藤吉蔵を借財のため訪れると、後藤吉蔵は内山仙之助が名前を改めたものであった。お伝が吉蔵を問いただすと、お金とは別れてその後は知らない、加藤という者を頼んだ覚えもない、と白を切った。机の上には父半左衛門の遺品として姉が大事に持っていた脇差の小柄があったが、吉蔵はそれについて借金の抵当として受け取ったもので、脇差本体は道具屋へ売ったと答え、日が暮れたのでまた翌日呉服町の福田屋へ来るように言った。（2月5日付）
- 翌日吉蔵は脇差を必ず取り戻すと言って明日まで待つように言った。翌日も使いが来てお伝が宿所としていた新富町一丁目の行川お安方へ明日行くと伝えられた。8月26日夕方、浅草の道具屋へ買い戻しに行くとして吉蔵とお伝は同車したが、お伝は御蔵町片町の丸竹という宿で待つように言われた。帰ってきた吉蔵は道具屋の主人が戻るまで待てと言い、お伝が2階に上がると枕が2つ並べてあり、吉蔵は蚊帳にお伝を引き入れて眠り込んでしまった。（2月6日付）
- 翌日午前11時まで吉蔵は熟睡していた。お伝が揺り起こして、加藤武雄を使って波之助を毒殺したこと、お金の消息不明も吉蔵の奸計であろうと問いただすと、吉蔵はからからと笑って、身に覚えがない、過ぎた事の野暮な詮索はやめにして、つれないことを言わずに自由になれと言って抱きついてきた。怒りに耐えかねたお伝が吉蔵の手を振り払って蚊帳を出ようとすると、吉蔵はお伝を組み敷いて短刀の鞘を抜いて突きつけた。お伝が吉蔵の手をとって起き上がるはずみに、吉蔵の首筋を負傷させてしまった。お伝が逃げようとすると吉蔵は立ち上がって日頃の悪行が露見する上はこれまでと短刀を逆手にとって咽喉を自ら突いて絶命した。お伝は狼狽したが、まさしく姉の仇なので、一旦故郷へ戻り両親に暇乞いをした上で自首しようと考え、死骸に夜具をかけて姉の敵を討った旨を短く書き置いた[注釈 7]。宿の者には用があって先に帰るので旦那は今しばらくそのまま寝かせておくよう伝えて午後3時頃宿を離れ新富町へ帰り、行川お安の家にいたが、翌29日捕縛された。吉蔵の死は自殺であるとお伝は主張したが医員の診断書や丸竹の主人大谷三四郎らの証言により自殺ではないと証明され、お伝が沼田藩士広瀬半左衛門の落胤であり、異母姉がいたという主張も証拠とする者がおらず、実際は吉蔵を色仕掛けで欺き財を奪おうとして、殺意を生じて殺害したものの、賊名を逃れるために姉の復讐としたものとして処刑された。明治12年1月30日、29年1ヶ月にして時世「なき夫の為に待得し時なれば　手向に咲し花とこそしれ」と詠んで市ヶ谷監獄で斬首された。（2月7日付）

## その他

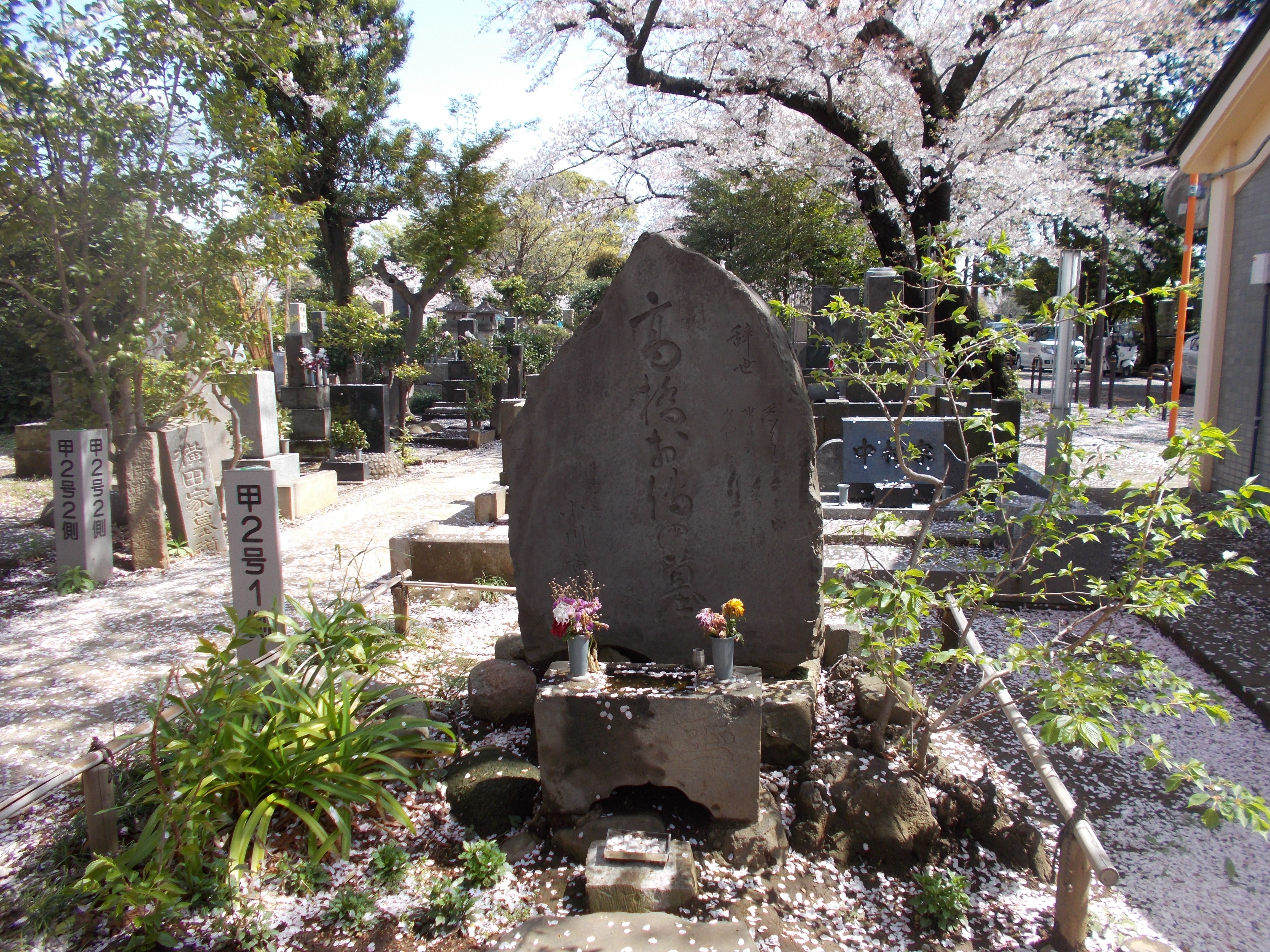
高橋お伝の墓（谷中霊園）

### 「日本で最後に打ち首となった女囚」という誤った風説
高橋お伝は、「日本で最後に打ち首となった女囚」とされることが多いが、誤りである。
明治15年（1882年）1月1日に新律綱領・改定律例に代わって旧刑法が施行されるまで、斬首刑に処された女性が、明治13年（1880年）は7人、明治14年（1881年）は7人いる。さらに、お伝が死刑執行された年は彼女を含めて13人の女性が斬首刑に処せられた

。したがって、高橋お伝は「最後に斬首された女囚」ではなく、正確には「最後に斬首された女囚から数えて22番目から26番目の間（旧刑法に反し斬首された小山内スミを含めた場合、23番目から27番目の間）に斬首された女囚」ということになる。なお、最後に斬首刑に処された女性が明治14年（1881年）に処せられた7人のうち誰なのかは不明である。
ちなみに、男性を含めれば、最後に斬首刑の判決が下され処せられたのは明治14年（1881年）12月30日に鳥取県の徳田徹夫（罪状：徳田含めた6人組で武装し、強盗殺人[殺害人数：1人]）である。また、判決では除族(士族の身分を剥奪すること。)
も付加されている。

### 斬首刑執行直前の死刑囚を励ます
高橋お伝が斬首刑を執行される前に、当時31歳であった安川巳之助の斬首刑が執行された。
安川巳之助は執行される前は、浅草で市右衛門が経営している紅屋(現在の化粧品販売店に当たる。)に雇われて働いていたが、市右衛門が長年に渡り病気の身であることをきっかけに市右衛門の妻である浅子お仲と不倫関係を持っていた。そして、お仲が懐妊しお腹が膨らんできたのをきっかけに、市右衛門を共謀して殺害し、正式に夫婦となり紅屋の乗っ取りを決意。
そして、お仲が「夫を病気の苦しみから解放し、楽に極楽浄土へ逝かせるための薬が欲しい。」と何度もしつこく医師の鹿倉道伯に催促し毒薬を貰って、明治7年（1874年）8月6日午前10時ごろに市右衛門を毒殺。しかし、お仲の息子が跡を継ぐことになり、失敗に終わる（お仲が身ごもっていた胎児は、鹿倉道伯に3円払って中絶している。）。
その後、お仲と一緒に暮らしたいため、同年12月26日夜にお仲の家の物置を放火して58戸を延焼させ、失火であると偽る。
放火事件後、おなかが自分に冷たい態度を取り、他の男との関係をもっている噂を聞いたことをきっかけにお仲殺害を決意。明治8年（1875年）3月29日に購入した折箱寿司に殺鼠剤を混ぜて、お仲・お仲の息子・お仲の弟がそれを食べ腹痛嘔吐の症状が出たものの未遂に終わる。その後、お仲と鹿倉道伯と共に捕まり、安川巳之助は、これらの犯罪の内、市右衛門毒殺を行ったことを理由に明治9年（1876年）8月24日に東京裁判所（現・東京地方裁判所）で斬首刑の判決が下されこととなった。
そして執行される直前に、執行に対する恐怖のあまり震えていたため、高橋お伝はこの姿に対し笑って、
「お前さんも臆病だね。男の癖にさ。私をご覧よ。女じゃあないか。」
と励ましていた。
なお、浅子お仲は、明治9年（1876年）8月24日に東京裁判所で梟首（獄門）刑の判決を下されたが、明治12年(1879年)1月4日に明治12年太政官布告第1号により梟首を正式に廃止されたため斬首刑となり、安川巳之助より前に50歳の年齢で執行されている（高橋お伝の前に斬首された女性ということである。執行日は高橋お伝と同じ日。）。また、西南戦争で西郷軍側に立ち戦ったことにより禁錮5年の刑を受刑した高田露によれば、浅子お仲は執行前に安川巳之助に「では、私は一歩先に参ります。貴方もすぐにいらっしゃいな。」と言いながら談笑していたという。
いわば、斬首刑に処された女性2人から、一方は別れの言葉を、もう一方では励ましの言葉を安川巳之助は受けたわけである。
なお、一緒に捕まっていた鹿倉道伯は、安川巳之助と浅子お仲がそれぞれ死刑判決が下されている時点で亡くなっている。

### 没後の動向
処刑の翌日から「仮名読新聞」「有喜世新聞」などの小新聞が一斉にお伝の記事を「仏説にいふ因果応報母が密夫の罪（「仮名読」）」、「四方の民うるほひまさる徳川（「有喜世新聞」）」といった戯作調の書き出しで掲載した。読売の自演により、口説き歌として流行した。これが後の「毒婦物」の契機となる。
明治14年（1881年）4月、お伝三回忌のおりに仮名垣魯文の世話で、谷中霊園にもお伝の墓が建立された。歌舞伎役者の十二代目守田勘彌、五代目尾上菊五郎、初代市川左團次、噺家の三遊亭圓朝、三代目三遊亭圓生らがお伝の芝居を打って当たったので、その礼として寄付し建てたという。
この谷中霊園の墓に参ると三味線が上達するといわれており、現在でも三味線を習う人々が訪れている。

## お伝を描いた作品
- 新聞雑報
  - 『毒婦お伝のはなし』東京絵入新聞[注釈 10]1879年2月1日-21日
- 歌舞伎
  - 河竹黙阿弥『綴合於伝仮名書』（1879年、新富座、演：五代目尾上菊五郎）
- 小説
  - 仮名垣魯文『高橋阿伝夜刃譚』（1879年）『高橋阿伝夜叉譚』とも
  - 岡本起泉『其名も高橋毒婦の小伝　東京奇聞』（1879年）
  - 邦枝完二『お伝地獄』（1934年）、『お伝情史』
  - 海音寺潮五郎『悪人列伝』下巻（文藝春秋新社、1962年）。後に『悪人列伝　近代篇』 (文春文庫)
  - 戸川昌子『日本毒婦伝』「高橋お伝の石」講談社、1971年。後に、『悪女の真実』「高橋お伝の石」 双葉文庫、1986年
- 評伝
  - 田村栄太郎「実説高橋お伝」（『妖婦列伝　田村栄太郎著作集V』雄山閣、1960年に収録）
  - 吉田美一 巷談風俗叢書『高橋お伝』
  - 朝倉喬司 『毒婦伝 高橋お伝、花井お梅、阿部定』 中公文庫、2013年
  - 大橋義輝 『毒婦伝説　高橋お伝とエリート軍医たち』共栄書房、2013年
- 歌謡曲
  - お伝地獄の唄 藤田まさと作詞、大村能章作曲、新橋喜代三唄、ポリドール・レコード　昭和11年4月
- 浪曲
  - 『高橋お伝』玉川太郎（後の小金井太郎）演
- 映画 
  - 『高橋お伝』（1912年　福宝堂）
  - 『お伝地獄』前中後編（1925年、監督：野村芳亭、高橋お伝：柳さく子　松竹下加茂撮影所）　
  - 『高橋お伝』前後篇（1926年、監督：山上紀夫、高橋お伝：五月信子　中央映画社）
  - 『高橋お伝』（1929年、監督：丘虹二、高橋お伝：鈴木澄子　河合映画製作社）
  - 『お伝地獄』（1935年、監督：石田民三、高橋お伝：鈴木澄子　新興キネマ京都撮影所）
  - 『毒婦高橋お伝』（1958年、監督：中川信夫、高橋お伝：若杉嘉津子　新東宝）
  - 『お伝地獄』（1960年、監督：木村恵吾、高橋お伝：京マチ子　大映東京撮影所）
  - 『明治・大正・昭和　猟奇女犯罪史』（1969年、監督：石井輝男、高橋お伝：由美てる子　東映京都撮影所）
  - 『毒婦お伝と首斬り浅』（1977年、監督：牧口雄二、高橋お伝：東てる美　東映京都撮影所）
  - 『紅夜夢』（1983年、監督：西村昭五郎、高橋お伝：親王塚貴子　にっかつ＝アマチフィルム）
- 戯曲
  - 矢代静一『毒婦の父 — 高橋お伝』（『文藝』1979年6月号）（俳優座、1979年10月上演。河内桃子：お伝。演出：東野英治郎・島田安行）
- 漫画
  - 上村一夫 『高橋お伝』 1976-77『淫花伝』(戸川昌子 原作、岡崎英生 脚色)より。漫画エロトピア連載。単行本化 K&Bパブリシャーズ、2005年
  - 杉浦日向子 『ニッポニア・ニッポン』収録『夢幻法師』筑摩書房 1991年
- 落語
  - 「転宅」に、高橋お伝の名を出すひとくだりがある。